# 磁気軸受
磁気軸受（じきじくうけ、magnetic bearing）とは、回転体を磁気浮上によって支持する軸受である。
磁気軸受の利用はまず、特殊環境下における回転機（例えば、ターボ分子ポンプ、遠心圧縮機、電力貯蔵用フライホイールなど）から始まった。
磁気軸受は磁気浮上による非接触支持を行うため、摩耗がない。
そのため、潤滑油が不要であり、軸受の寿命は半永久的である。
潤滑油を必要としないため、従来の軸受では困難であった真空環境や超低温環境での運転が可能となる。
当初は高コストで従来の軸受に比べ大型であり、実用化されている分野は限られていたものの、2021年時点ではパソコンのCPU用の冷却装置に使われるほど普及が進んでいる。
また、磁気軸受は宇宙環境での使用に有利であると考えられるが、信頼性の点から実用化が妨げられているようである。

## 磁気軸受の種類

### 能動型磁気軸受
能動型磁気軸受（active magnetic bearing, AMB）は常電導電磁石の吸引力を利用した磁気軸受である。
もっとも広く使われている磁気軸受である。
能動型磁気軸受は、回転体を安定に支持するために変位センサと制御システムが必要で、高価である。
通常は、制御システムの異常時のために緊急用の補助軸受（タッチダウンベアリング）を備える。
また、バックアップバッテリーを備えており、停電時に安全に回転を停止させる。
制御システムの付加機能として、軸受の負荷などをモニタリングすることができる。
定常的に吸引力を発生させるために永久磁石を併用したハイブリッド方式も提案されている。
また、電磁石によって変位測定を行うセルフセンシング（変位センサレス）方式や、電動機と磁気軸受を一体化した、セルフベアリング（ベアリングレス）方式なども提案されている。

### 超電導型磁気軸受
超電導によるマイスナー効果による磁気浮上を利用した磁気軸受である。
電力貯蔵用フライホイールなどの軸受として研究されている。

### 反発型磁気軸受（受動型磁気軸受）
磁気による反発力のみを用いて、軸を安定極にとどまらせようという手法による軸受。回転安定式磁気浮上の一種で制御システムを必要としないことが特徴である。回転によって生じる誘導電流を利用して浮上・案内するため、浮上を維持するためにはその分のエネルギーを与え続ける必要がある。